# 外洋站
外洋站位于福建省南平市延平区来舟镇，建于1956年。现为中国铁路南昌局集团南平车务段管辖的四等站，不办理客运业务，货运办理专用线、专用铁道整车货物发到业务。